# Melissa Prophet
Melissa Prophet, nata Melissa Profino (New York, 9 marzo 1962), è un'attrice statunitense.
Nel 1990 e nel 1995 ha collaborato con Martin Scorsese ai film Quei bravi ragazzi e Casinò.

## Filmografia
- Al di là della ragione (1977)
- Van Nuys Blvd. (1979)
- L'ultimo gioco (1979)
- Una volta ho incontrato un miliardario (1980)
- CHiPs (1981)
- Profumo di mare (1982)
- Viaggiatore nel tempo, regia di Tom Kennedy (1982)
- Giochi fatali (1984)
- Quei bravi ragazzi (1990)
- Casinò (1995)